# Ranunculus meilixueshanicus
Ranunculus meilixueshanicus är en ranunkelväxtart som beskrevs av Y. Kadota och T.L. Ming. Ranunculus meilixueshanicus ingår i släktet ranunkler, och familjen ranunkelväxter. Inga underarter finns listade i Catalogue of Life.